# Судейская система ИСУ

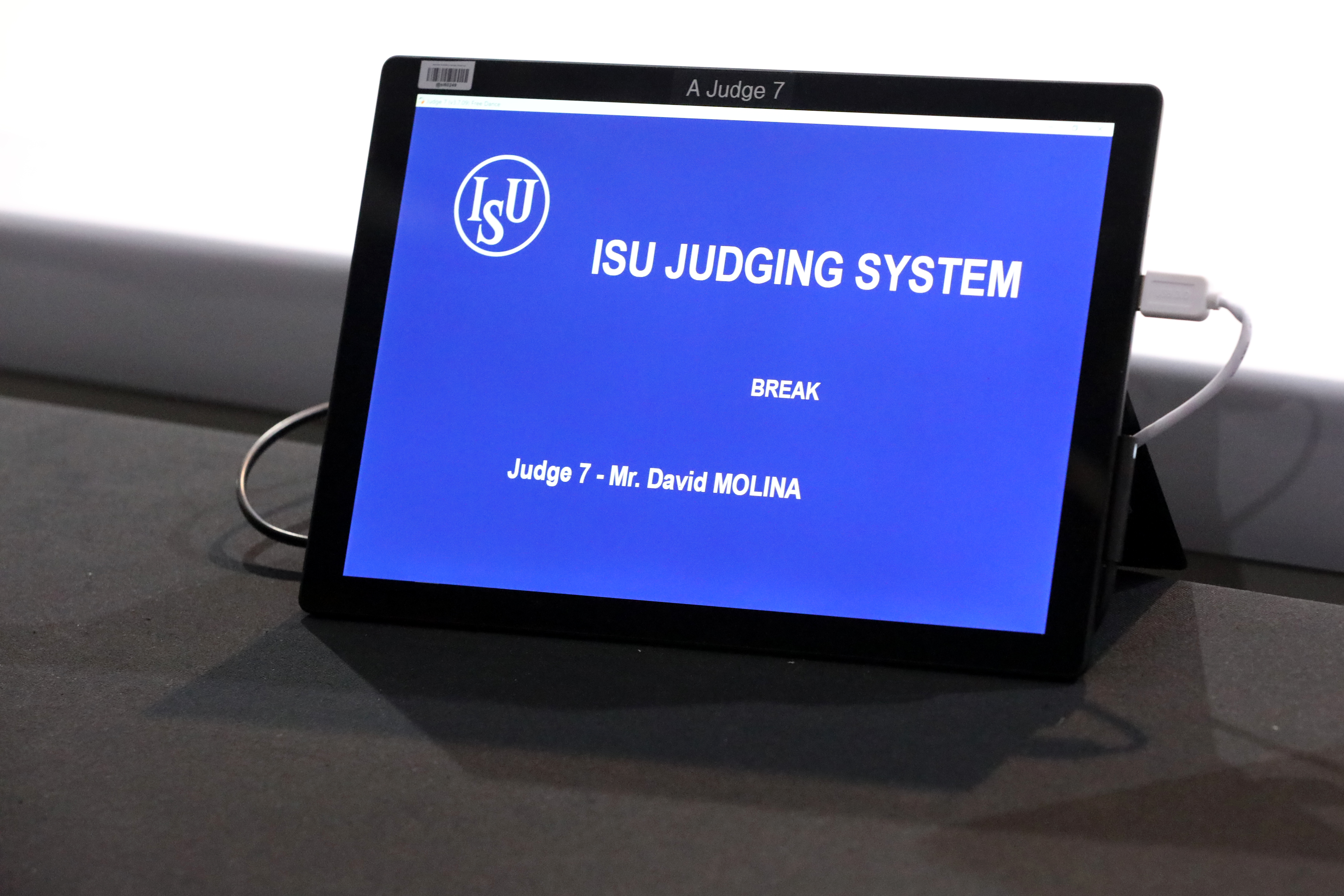
Монитор судьи

Судейская система ИСУ (англ. ISU Judging System) — действующая система оценок для мужского и женского одиночного фигурного катания, парного катания, спортивных танцев на льду и синхронного фигурного катания. Она была введена и поддерживается Международным союзом конькобежцев (ИСУ) с 2004 года. В переходный период  система называлась англ. New Judging System (NJS); в русскоязычных источниках название Новая судейская система использовалось значительно дольше. Данная система используется на всех международных соревнованиях, проводимых под эгидой ИСУ, включая Зимние Олимпийские игры.
ИСУ заявляет, что преимущество этой системы в более детальной статистике по фигуристам и судьям. С одной стороны, это позволяет тренерам определить, за что ставят высокие оценки, и соответственно подготовить спортсмена, с другой — «вычислить» предвзятого судью и применить санкции. Поскольку у оценок нет верхней границы, перестали недооценивать фигуристов, катающихся первыми. Да и поклонникам фигурного катания стало удобнее: если нет возможности посмотреть соревнование в прямом эфире, они могут проанализировать протокол и смотреть выступления выборочно.

## В одиночном и парном катании
Вместо выставления двух «общих» оценок (за сложность программы и за её представление) судьи оценивают все элементы в программе по отдельности. При этом судьям помогают компьютеры. Соревнования судят:
- Главный судья, или «рефери» — заведует организационной стороной соревнования: вызывает на лёд фигуристов, даёт сигналы радиоузлу, следит за хронометражем.
- Технический специалист с помощником — фиксируют элементы, недокруты, падения.
- Технический контролёр — контролирует работу технической бригады. Если у специалиста с помощником случается разногласие, голос технического контролёра становится решающим.
- Оператор ввода информации и оператор видеоповтора — находятся рядом с технической бригадой и ассистируют им (первый вводит их решения в компьютер, второй управляет системой видеоповтора).
- 9 судей[5] — оценивают качество исполнения.

### Очки за элементы
Для каждого элемента, выполненного фигуристом, оценка вычисляется по такому алгоритму. Технический специалист определяет название и уровень (базовый, 1, 2, 3 или 4). По таблице определяется базовая стоимость элемента в очках (SOV — Scale of Value). Судьи определяют уровень исполнения (GOE — Grade of Execution) от −5 до +5, высший и низший GOE отбрасываются, остальные семь по таблице переводятся в бонус/штраф к очкам, усредняются и округляются до двух знаков. Оценка за элемент не может быть меньше половины базовой стоимости
Оценки за все элементы складываются — получаются очки за элементы (Total Element Score).
Чтобы в такой системе можно было сравнивать одного фигуриста с другим, предельное количество тех или иных элементов строго регламентируется. Например, мужчинам в произвольной программе разрешено не более 7 прыжковых элементов, из них три — каскады и комбинации, и только в одном каскаде возможны три прыжка.

Чтобы выступление не выглядело однообразным, каждый элемент нельзя исполнять более одного раза за программу, за исключением (данные на 2016—17):
- Прыжки в одиночном катании. В короткой программе все прыжки разные. В произвольной: одинарные прыжки можно повторять сколько угодно раз, двойные — дважды, тройные — два прыжка на выбор можно исполнить дважды, остальные по разу, можно повторить только один четверной прыжок. Если прыжок исполнен дважды, хотя бы один раз из двух должен быть в каскаде или комбинации.
- Прыжки в парном катании. Разрешены два одинаковых прыжка в одном каскаде или комбинации.

Существуют и другие требования, какие элементы исполнять обязательно, а какие — запрещено. Подробнее см. Короткая программа и Произвольная программа.

### Очки за общее впечатление
Судьи ставят оценки за пять составляющих («компонентов») программы от 0 до 10 с шагом в 0,25:
- Владение коньком, умение кататься на одной ноге, удерживать равновесие и делать дуги на крутом ребре (Skating skills)
- Связующие элементы — умение переходить с элементов в связки и обратно, сложность и разнообразие связок (Transitions)
- Артистизм, красота исполнения, единство партнёров (Performance)
- Построение программы, оригинальность, способность задействовать весь каток (Composition)
- Передача музыки и образа движениями на льду (Interpretation of the Music)

Для каждого из пяти компонентов отбрасывается лучшая и худшая оценки, остальные семь усредняются и округляются до двух знаков. Усреднённые оценки умножаются на установленные для данного уровня соревнования коэффициенты и суммируются — получаются очки за общее впечатление (Total Component Score, или Presentation Score). Коэффициенты подбираются так, чтобы элементы и общее впечатление давали примерно одинаковое количество очков. У взрослых женщин и пар коэффициент 0,8 для короткой программы и 1,6 для произвольной. У мужчин — 1,0 и 2,0.

### Штрафы
Фигурист штрафуется за такие нарушения:
- Падения. Штрафуется одним баллом. При этом в произвольной программе в одиночном катании на взрослом уровне (Senior) первое и второе падение — по −1; третье и четвёртое — по −2; пятое и далее — по −3. В парном катании падение обоих партнёров даёт удвоенный штраф. Помимо этого штрафа, падение на связке чревато снижением оценки за связующие элементы, а падение на элементе даёт GOE до −5.
- Несоответствие формату соревнования: превышение по времени, неправильная музыка, посторонние предметы и т. д.
- Нарушения, опасные для себя и других участников: запрещённые элементы, отваливающиеся с костюма украшения.
- Перерыв в программе (до 3 минут) по вине фигуриста и его экипировки, сразу −5 очков.

Складываются очки за элементы, очки за общее впечатление и штрафы. Спортсмен/пара/команда, у которой итоговая сумма оказывается выше, и объявляется победителем.
Ничьи, хоть и крайне редко, но бывают. Ничьи по одной программе разрешаются оценкой за технику в короткой программе и оценкой за компоненты — в произвольной. Ничьи по сумме нескольких программ — последней откатанной.

### Протокол выступления
- Оценка за технику:

Протокол произвольной программы фигуриста (мужское одиночное катание)

  - В колонке Executed elements (1) записываются сокращённые названия элементов (например, 3S — тройной сальхов, StSq4 — дорожка шагов 4 уровня).
  - В колонке Info (2) указываются особые отметки: недокрут около 90° (q), недокрут более 90° (<), недокрут более 180° (<<), нечёткое ребро для флипа/лутца (!), явно неверное ребро для флипа/лутца (e), незачёт (*), слабый прыжок во вращение, комбинированное вращение из двух позиций (V).
    - В старых протоколах также бывает: слабый прыжок во вращение, неполноценное комбинированное вращение (V1 или V2).

  - Base Value (3) — вычисленная по таблице стоимость «стандартно» исполненного элемента. Прыжки, выбросы, поддержки и подкрутки, исполненные во второй части программы (с 2018/19 — 1 шт. в короткой и 3 шт. в произвольной), стоят в 1,1 раз больше, такие элементы отмечаются знаком «x». Стоимость в колонке указывается со всеми коэффициентами (на рисунке: стоимость двойного акселя в строках 4 и 10 разная).
  - GOE (4) — прибавка в очках за выставленный судьями GOE (5), с учётом того, что часть судей отбрасывается. Прибавка берётся из таблицы по наиболее сложному прыжку каскада без всяких коэффициентов.
  - J1…J9 (5) — выставленный судьями GOE, от −5 до 5. До сезона 2016/17 результаты перемешивались компьютером, и была приписка «in random order».
  - Scores of Panel (6) — окончательная стоимость элемента, равняется сумме колонок 3 и 4.
- Оценка за общее впечатление (7): указываются оценки судей, от 0 до 10. В колонке Factor — весовые коэффициенты компонентов.
- Deductions (8): штрафы. На рисунке: два падения, по −1 каждое.
- Общий счёт за программу (9):
  - Total Element Score — суммарная оценка за элементы.
  - Total Component Score — суммарная оценка за общее впечатление (уже умноженная на соответствующие коэффициенты).
  - Deductions — штрафы.
  - Total Segment Score — общая оценка, является суммой остальных трёх.

#### Особые обозначения в графеExecuted Elements
| Обозначение | Описание |
| ----------- | --- |
| 3Aq         | Недокрученный около 90° прыжок или выброс, −2 к GOE. Нововведение сезона 2020/21. |
| 3A<         | Недокрученный более 90° прыжок или выброс, базовая стоимость 80 % (с сезона 2020/21). |
| 3F<         | Недокрученный более 180° прыжок, выброс или подкрутка. Базовая стоимость — как у прыжка уровнем меньше (в данном случае — двойного флипа). Одиночный прыжок не засчитывается. |
| 3Fe         | Отметки e (неверное ребро) и V (слабое комбинированное вращение) прикрепляются и к соответствующим элементам. Базовая стоимость 70 %. |
| 3Lz+3T      | Каскад — тройной лутц, тройной тулуп. Считается одним прыжковым элементом. Базовая стоимость — арифметическая сумма прыжков. Прибавка за GOE — по наиболее сложному прыжку. |
| 2A+1Lo+2S   | Устаревшая запись: ойлер в середине каскада (двойной аксель, ойлер, двойной сальхов) в годы 2010…2018 считался одиночным риттбергером. С 2018 года используется 1Eu. |
| 3S+2Lo<     | Если один из прыжков недокручен, базовая стоимость снижается только для него. Здесь стоимость тройного сальхова берётся полная, а стоимость двойного риттбергера — с коэффициентом 0,7. |
| 2Lo+COMBO   | Двойной риттбергер засчитан как каскад. В короткой программе или на соревновании с особым регламентом вместо обязательного каскада исполнен сольный прыжок. Какой прыжок должен быть каскадом, техническая бригада определяет постфактум по косвенным признакам: например, фигурист попытался сгруппироваться на второй прыжок. Если нет возможности определить, решение выносится в пользу фигуриста. Также — каскад из любого стандартного прыжка и ойлера. |
| 2A+2A+SEQ   | Аксель после любого стандартного считается комбинацией прыжков (англ. jump sequence). Засчитываются два наиболее сложных прыжка с коэффициентом 0,8. Прибавка за GOE — по наиболее сложному прыжку без всяких коэффициентов. Устаревшая запись (на рисунке): до 2017/18 применялся и для связующих элементов между прыжками (строка 3). |
| 3T+REP      | Повтор сольного прыжка, серьёзный штраф к GOE. Если прыжок исполнен третий раз — остальной каскад оценивается, как будто этого прыжка не было (ранее не засчитывался весь каскад). |
| 3T+SEQ      | В парном катании один партнёр сорвал второй прыжок в каскаде. Базовая стоимость 80 %, серьёзный штраф к GOE, теряется каскад. Устаревшая запись (на рисунке): использовалось и для повторов. |
| SSp         | Если элемент не дотягивает даже до базового уровня, уровень опускается. Например, «волчок» (SSp) не засчитывается, если не удалось исполнить 2 оборота в чистой позе. Элемент, разумеется, не засчитывается. |
| A           | Такая же запись применяется и к сорванным прыжкам — прыжкам без вращения, «развалившимся» уже на заходе. Подобная запись практически не встречается в соревнованиях высокого уровня — чаще срывают свои одиночные прыжки дети и неспортсмены. |
| LSp3*       | Звёздочкой обозначаются элементы, опущенные как недопустимые (повтор, запрет, одиночный прыжок в высоких классах, требовался другой элемент того же типа). Если каскад состоит из разрешённых и запрещённых прыжков, разрешённые дают очки. В частности, если исполнен четвёртый каскад, первый прыжок объявляется сольным, остальные не засчитываются. На рисунке: в строке 5 фигурист удачно прыгнул в волчок (FSSp3). В конце программы запланировано сложное комбинированное вращение с прыжковым заходом, но не удалась уже первая стадия — прыжок в волчок. Поэтому техническая бригада засчитала одновременно элемент без уровня и повтор (FSSp*, строка 11). |

## В танцах на льду
Система оценок аналогична одиночному/парному катанию, с такими отличиями:
Очки за технику. Оценка за технику охватывает только сложные элементы наподобие твизлов, вращений, поддержек и дорожек шагов. Коэффициента 1,1 нет. Комбинация поддержек считается одним элементом, её стоимость — сумма первых двух. Обязательную танцевальную серию делят на два «элемента» со своими SOV/GOE. Уровень такого «элемента» (от 1 до 4) определяется количеством исполненных и сорванных шагов танца.
Очки за общее впечатление. Пятая оценка называется Interpretation/timing и включает также попадание движений в такт танца. Коэффициенты, в отличие от «спортивного» катания, неодинаковы:
|                                    | Короткий | Произвольный |
| ---------------------------------- | -------- | ------------ |
| Skating skills                     | 0,8      | 1,25         |
| Transitions                        | 0,7      | 1,75         |
| Performance                        | 0,7      | 1,0          |
| Composition                        | 0,8      | 1,0          |
| Interpretation of the Music/Timing | 1,0      | 1,0          |

## В соревнованиях низкого уровня
В соревнованиях детей и взрослых любителей, в зависимости от уровня организации и участников, в систему могут вносить такие изменения:
- Уменьшается количество компонентов (в выступлениях детей вообще один компонент — артистизм).
- Если есть ограничения на уровень прыжков, коэффициент делают одинаковым для мужчин и женщин (обычно «женские» 1,6).
- Отказываются от отметки «x» (сложнейшие элементы — не всегда прыжки).
- Вдвое уменьшаются все штрафы. Падения оцениваются как −0,5, если упал один, и −1, если упали двое и более (парное, танцевальное, синхронное).
- Учитывается мнение всех судей (коих и без того мало, необходимый минимум — двое[10]). Техническую бригаду тоже зачастую уменьшают до одного-двух человек.
- Ставят ограничения на уровень элементов (у детей — до 2-го или 3-го).
- В число зачётных добавляется элемент pivot figure («обводка», упрощённый вариант тодеса), иногда single waltz jump (перекидной).
- В укороченную программу умещается только одна дорожка шагов. В «сильных» классах это обычно StSq (техническая), в слабых — ChSq (хореографическая).
- Ограничение в два прыжка применяется и к одиночным.
- В одну разминку могут поставить до восьми фигуристов.
- Танцоры вместо короткого танца исполняют обязательный (pattern dance, PD), творческой части не имеющий вообще. Каждый круг танца делится на 2—4 «элемента». Уровня эти «элементы» не имеют и оцениваются только судьями (техническая бригада фиксирует факт исполнения). Последние круги танца оцениваются дороже первых. Компоненты в обязательном танце таковы:

| Skating skills | Владение коньком, уверенное и безошибочное исполнение шагов | 0,75 |
| Performance    | Качество исполнения танца; артистизм                        | 0,5  |
| Interpretation | Передача музыки движениями на льду                          | 0,5  |
| Timing         | Попадание шагов в такт танца                                | 0,75 |

Поскольку полный комплект техники стоит дорого, а подобные соревнования могут проводиться и на малоподготовленных катках, ИСУ пришлось проработать варианты и для малых соревнований. Наиболее бюджетный вариант состоит из компьютера с принтером и комплекта переговорных устройств.

## История
Идея заменить старую шестибалльную систему оценок, существовавшую более 100 лет, возникла после скандала на зимних Олимпийских играх 2002 года, когда впервые в истории фигурного катания голос судьи был аннулирован и проведено повторное награждение (вручили второй комплект золотых медалей). После Олимпиады состоялся конгресс ИСУ, на котором был вынесен этот вопрос, и президент ИСУ Оттавио Чинкванта выдвинул идею реформировать судейство. Система отрабатывалась на нескольких малозначимых соревнованиях сезона 2003—04, а в сезоне 2004—05 стала единственной.
Сразу после появления Новая система подверглась разгромной критике от ведущих специалистов. Например, трёхкратной олимпийской чемпионке Ирине Родниной не нравится анонимность судей, двукратный олимпийский чемпион Олег Протопопов с сожалением заявил, что сегодняшние правила не оставляют возможности для творческой работы. С резкой критикой выступает и тренер многих чемпионов Е. А. Чайковская, называя систему вялой и регрессивной. Тренер ряда олимпийских чемпионов А. Н. Мишин заявлял, что система введена слишком быстро и рано, и она не стимулирует риск. Арбитр Соня Бьянкетти, судившая на 40 чемпионатах и Олимпиадах, вообще указывает на кризис в судействе фигурного катания. Также вызывает сомнения излишняя «завязанность» системы на техническом специалисте, который определяет тип элемента, рёберность и недокрут, не всегда точно. В первые годы дисбаланс стоимости элементов был таков, что каскад 3+3 (исполняемый большинством женщин и всеми мужчинами) оценивался выше, чем 4+2 (исполняемый немногими мужчинами).
Во время зимних Олимпийских игр 2018 в Пхёнчхане, после успешного исполнения фигуристкой-одиночницей Алиной Загитовой произвольной программы в командных соревнованиях, в которой она выполнила все прыжковые элементы во второй части программы, в спортивном сообществе (прежде всего, западном) раскритиковали нынешнюю судейскую систему, оценивающую такое исполнение в дополнительные 10 % и вынуждающую фигуристок переводить прыжки во вторую часть, чтобы быть в состоянии претендовать на лидирующие места, в ущерб артистическому исполнению и сбалансированности программы.

### Важнейшие изменения за последние годы
На сезон 2018/2019 из-за Алины Загитовой, удачно эксплуатировавшей систему, объявили: коэффициент 1,1 даётся последнему прыжку в короткой программе и трём в произвольной, если те исполнены во второй половине (если взят тайм-аут — то до него). Полностью переписана система оценок, гипотетический четверной аксель стоит 12,5 (ранее 15). GOE теперь ±5 (ранее ±3). Ойлер в каскаде объявлен отдельным прыжком, отличным от риттбергера — вероятно, в угоду низким классам, у которых в арсенале не так много разных прыжков. Объявлено, что оценка за компонент 10 — это выдающееся выступление, и оценку 9,5 (а иногда и 9,0) ни в коем случае нельзя давать выступлениям с падениями и серьёзными ошибками. В короткой программе отказались от требования «прыжок должен быть с шагов». Прыжки с неверными рёбрами или недокрутами внесены в таблицу: для них уменьшаются и прибавки/штрафы за GOE, они входят в понятие «самый сложный» со всеми штрафами. Если у прыжка одновременно неверное ребро и недокрут — это решается исключительно через GOE.
На сезон 2019/20 вернули стоимость для прыжков одновременно с недокрутом и неверным ребром (50 % от стандартной). В короткой программе и соревнованиях с особым регламентом, если элемент не отвечает регламенту, GOE автоматически −5. Добавлены штрафы за ойлер, похожий на шаг (<<), при этом пометки < нет — ойлер в принципе прыжок недокрученный. При пересечении траекторий в парных дорожках фигуристы должны проезжать близко (до 3 м) друг мимо друга. Несколько изменены правила для совместных вращений. Подняты максимальные оценки за артистизм при грубых ошибках — ограничение 9,25/8,75 применяется, если ошибок две и более. При грубых ошибках (падениях, несоответствии дорожек музыке и прочем) положительные черты GOE считаются только до +2.
Изменения на сезон 2020/21 невелики. В танцах: во вращениях черты одного партнёра нельзя учитывать, когда второй на двух ногах. Разрешены максимум две черты на входе и две на выходе на один элемент. В дорожках шагов засчитываются только первые 4 сложных шага. Несколько мелких уточнений: например, потеря контроля в хореографическом скольжении, даже с упором рукой — не падение. В одиночном и парном: изменения незначительны, главное из них — более плавные штрафы за недокруты. Незначительный недокрут — GOE −1, недокрут в четверть (q) — GOE −2…3, базовая стоимость недокрученного прыжка (<<) поднята до 80 %. В совместном комбинированном вращении можно приподнимать даму, и если кавалер в это время остаётся на одной ноге, это считается оборотами. Введено понятие «сложный выезд из вращения».

## Рекордные оценки
В статистике не учитываются баллы, полученные на национальных турнирах.

### Текущие рекордные оценки

#### Мужчины
| Компонент              | Фигурист     | Оценка | Соревнование                 | Источник |
| ---------------------- | ------------ | ------ | ---------------------------- | -------- |
| Короткая программа     | Нэтан Чен    | 113,97 | Зимние Олимпийские игры 2022 | [ 20 ]   |
| Произвольная программа | Илья Малинин | 227,79 | Чемпионат мира 2024          | [ 21 ]   |
| Общая сумма            | Нэтан Чен    | 335,30 | Финал Гран-при 2019/2020     | [ 22 ]   |

#### Женщины
| Компонент              | Фигуристка     | Оценка | Соревнование        | Источник |
| ---------------------- | -------------- | ------ | ------------------- | -------- |
| Короткая программа     | Камила Валиева | 87,42  | Rostelecom Cup 2021 | [ 23 ]   |
| Произвольная программа | Камила Валиева | 185,29 | Rostelecom Cup 2021 | [ 24 ]   |
| Общая сумма            | Камила Валиева | 272,71 | Rostelecom Cup 2021 | [ 25 ]   |

#### Пары
| Компонент              | Фигуристы                             | Оценка | Соревнование                 | Источник |
| ---------------------- | ------------------------------------- | ------ | ---------------------------- | -------- |
| Короткая программа     | Суй Вэньцзин / Хань Цун               | 84,41  | Зимние Олимпийские игры 2022 | [ 26 ]   |
| Произвольная программа | Анастасия Мишина / Александр Галлямов | 157,46 | Чемпионат Европы 2022        | [ 27 ]   |
| Общая сумма            | Суй Вэньцзин / Хань Цун               | 239,88 | Зимние Олимпийские игры 2022 | [ 28 ]   |

#### Танцы на льду
| Компонент          | Фигуристы                | Оценка | Соревнование                  | Источник |
| ------------------ | ------------------------ | ------ | ----------------------------- | -------- |
| Ритм-танец         | Мэдисон Чок / Эван Бейтс | 93,91  | Командный чемпионат мира 2023 | [ 29 ]   |
| Произвольный танец | Мэдисон Чок / Эван Бейтс | 138,41 | Командный чемпионат мира 2023 | [ 30 ]   |
| Общая сумма        | Мэдисон Чок / Эван Бейтс | 232,32 | Командный чемпионат мира 2023 | [ 31 ]   |

### Исторические рекордные оценки
В августе 2018 года, в связи с изменениями системы судейских оценок и введения шкалы GOE от −5 до +5, ISU обнулили статистику с результатами спортсменов. Все предыдущие результаты теперь стали историческими.
Мужчины (2003—2018)
| Компонент              | Фигурист    | Оценка | Соревнование                      | Источник |
| ---------------------- | ----------- | ------ | --------------------------------- | -------- |
| Короткая программа     | Юдзуру Ханю | 112,75 | Autumn Classic International 2017 | [ 33 ]   |
| Произвольная программа | Юдзуру Ханю | 223,20 | Чемпионат мира 2017               | [ 34 ]   |
| Общая сумма            | Юдзуру Ханю | 330,43 | Финал Гран-при 2015/2016          | [ 35 ]   |

Женщины (2003—2018)
| Компонент              | Фигуристка        | Оценка | Соревнование                  | Источник |
| ---------------------- | ----------------- | ------ | ----------------------------- | -------- |
| Короткая программа     | Алина Загитова    | 82,92  | Зимние Олимпийские игры 2018  | [ 36 ]   |
| Произвольная программа | Евгения Медведева | 160,46 | Командный чемпионат мира 2017 | [ 37 ]   |
| Общая сумма            | Евгения Медведева | 241,31 | Командный чемпионат мира 2017 | [ 38 ]   |

Пары (2003—2018)
| Компонент              | Фигуристы                           | Оценка | Соревнование                 | Источник |
| ---------------------- | ----------------------------------- | ------ | ---------------------------- | -------- |
| Короткая программа     | Татьяна Волосожар / Максим Траньков | 84,17  | Зимние Олимпийские игры 2014 | [ 39 ]   |
| Произвольная программа | Алёна Савченко / Бруно Массо        | 162,86 | Чемпионат мира 2018          | [ 40 ]   |
| Общая сумма            | Алёна Савченко / Бруно Массо        | 245,84 | Чемпионат мира 2018          | [ 41 ]   |

Танцы на льду (2003—2018)
| Компонент                   | Фигуристы                           | Оценка                      | Соревнование                | Источник                    |                             |                             |                             |                             |                             |
| с сезона 2010/11 до 2018/19 | с сезона 2010/11 до 2018/19         | с сезона 2010/11 до 2018/19 | с сезона 2010/11 до 2018/19 | с сезона 2010/11 до 2018/19 | с сезона 2010/11 до 2018/19 | с сезона 2010/11 до 2018/19 | с сезона 2010/11 до 2018/19 | с сезона 2010/11 до 2018/19 | с сезона 2010/11 до 2018/19 |
| --------------------------- | ----------------------------------- | --------------------------- | --------------------------- | --------------------------- | --------------------------- | --------------------------- | --------------------------- | --------------------------- | --------------------------- |
| Короткий танец              | Габриэлла Пападакис / Гийом Сизерон | 83,73                       | Чемпионат мира 2018         | [ 42 ]                      |                             |                             |                             |                             |                             |
| Произвольный танец          | Габриэлла Пападакис / Гийом Сизерон | 123,47                      | Чемпионат мира 2018         | [ 43 ]                      |                             |                             |                             |                             |                             |
| Общая сумма                 | Габриэлла Пападакис / Гийом Сизерон | 207,20                      | Чемпионат мира 2018         | [ 44 ]                      |                             |                             |                             |                             |                             |
| с сезона 2003/04 до 2009/10 |                                     |                             |                             |                             |                             |                             |                             |                             |                             |
| Обязательный танец          | Татьяна Навка / Роман Костомаров    | 45,97                       | Чемпионат мира 2005         | [ 45 ]                      |                             |                             |                             |                             |                             |
| Оригинальный танец          | Тесса Вертью / Скотт Моир           | 70,27                       | Чемпионат мира 2010         | [ 46 ]                      |                             |                             |                             |                             |                             |
| Произвольный танец          | Татьяна Навка / Роман Костомаров    | 117,14                      | Cup of Russia 2003          | [ 47 ]                      |                             |                             |                             |                             |                             |
| Общая сумма                 | Татьяна Навка / Роман Костомаров    | 227,81                      | Чемпионат мира 2005         | [ 48 ]                      |                             |                             |                             |                             |                             |